# Broccoli
株式會社Broccoli（日語：株式会社ブロッコリー；英語：Broccoli Co.,Ltd）是一間位於日本的公司，主要以動畫、漫畫、遊戲的商品企劃、製作。2023年起成為日本娛樂公司Happinet（萬代南夢宮控股持有股權，是公司最大股東）的子公司。

## 作品

### 核心作品
- Di Gi Charat
  - 冬季花園
  - 令和的Di Gi Charat
- 水瓶戰記
- 銀河天使系列
  - 銀河天使
  - 銀河天使II

### 交換卡片遊戲
- Dimension0
- Lycee
- 仙境傳說卡片遊戲
- RumblingAngel
- PROJECT REVOLUTION
- Monster Collection
- 家庭教師ヒットマンREBORN!CCG（キャラクターカードゲーム）
- 家庭教師ヒットマンREBORN!CCGX（キャラクターカードゲーム イクス）

### 電腦遊戲
- Prism Palette
- Princess concerto
- First Kiss☆物語
- 伊希歐之夢
- 新世紀福音戰士
  - 綾波育成計畫with明日香補完計畫
  - 新世紀福音戰士：Battle Orchestra
- Sweets團隊作品
  - Gift -Prism-
  - 水夏A.S+ Eternal Name
  - 最終試験くじら
  - D.C.the Origin
  - 真實之淚 true tears（PS2版）
- La'cryma團隊作品
  - 真實之淚 true tears
  - 空を飛ぶ、3つの方法。

## 外部連結
- （日語）Broccoli（页面存档备份，存于）
- （英文）Broccoli International USA
- （日語）Gamers Mobile
- （日語）Sweets
- （日語）La'cryma（页面存档备份，存于）